# MOA-2007-BLG-192L
MOA-2007-BLG-192L – gwiazda pojedyncza znajdująca się około 3000 lat świetlnych od Ziemi w konstelacji Strzelca. Gwiazda jest brązowym karłem, którego masa stanowi 6% masy Słońca, jego światło jest milion razy słabsze niż światło Słońca. Wokół brązowego karła krąży przynajmniej jedna planeta – MOA-2007-BLG-192-L b, orbituje ona w odległości równej dystansowi dzielącemu Słońce i Wenus.